# سان جيورجيو ديل سانيو
سان جيورجيو ديل سانيو ، (بالإنجليزية: San Giorgio del Sannio)‏، هي (بلدية) في مقاطعة بينيفينتو، في منطقة كامبانيا الإيطالية، وتقع على بعد حوالي 60 كم شمال شرق نابولي، وحوالي 9 كم جنوب شرق بينيفينتو. اعتبارا من 31 ديسمبر 2004 ، كان عدد سكانها 9785 ومساحة 22.3 كيلومتر مربع.

## السكان
في سنة 1861 بلغ عدد السكان 1٬876 نسمة، وتطور العدد ليصل في سنة 2011 لـ 9٬809 نسمة.
يظهر هذا المخطط البياني تطور النمو السكاني لـ سان جيورجيو ديل سانيو